# Sperringcultuur
De Sperringcultuur is een subneolithische cultuur in Zuid-Finland en Karelië, die bestond in het 5e tot 4e millennium v.Chr. Ze is vernoemd naar de wijk in Espoo waar in 1923-24 de eerste opgravingen werden verricht.
Er zijn verbanden met de neolithische Boven-Wolgacultuur in Rusland. De cultuur toont de ontwikkeling van de mesolitische cultuur van de oorspronkelijke bevolking van Karelië naar de neolithische fase, met name het gebruik van aardewerk. De stenen werktuigen van de cultuur tonen overeenkomsten met de laat-mesolithische Onegacultuur in Noord-Rusland.
De basis van de economie was vissen en jagen. De bevolking leidde een rondtrekkende levensstijl. Werktuigen warren van schalie, kwarts, zandsteen, hoornrots en leisteen. Vuursteenproducten zijn zeldzaam, daarbij overheersen hakgereedschappen (bijlen, stekers, dissels, houwelen), schrabbers, priemen, stekers, punten van pijlen, steek- en werpsperen, slijpplaten, slijpstaven. 
Het vroege aardewerk bestaat uit groot dikwandig vaatwerk met een puntige bodem en rechte hals, met een sterk gemagerde scherf. De overvloedige decoratie bestaat uit afdrukken van vissenwervels, spatelvormen, touwafdrukken en gladde ingedrukte lijnen.
Het late aardewerk bestaat uit vaatwerk met puntige tot ronde bodems van verschillende grootte, dikwandig en dunwandig, met een fijne magering. De halzen zijn gebogen, de decoraties omvatten vroegere ornamenten zoals afgeronde conische en diamantvormige, rechthoekige indrukken. Als persoonlijke sieraden werden stenen ringen en hangers gevonden.
Op de sites werden nog geen in de grond verdiepte woningen gevonden, zoals deze tijdens het voorafgaande mesolithicum gebruikelijk waren. Blijkbaar werd bij voorkeur op de begane grond gebouwd.
De grafkuilen werden overvloedig bedekt met rode oker. Beenderen bleven niet of slechts gedeeltelijk behouden. Begrafenissen werden blijkbaar uitgevoerd in uitgestrekte rugligging. De begraafplaatsen zijn herkenbaar door keien, sporen van branden, putten met aardewerkscherven en stenen werktuigen. Er zijn weinig of geen grafgiften.
De taal van de cultuur was mogelijk verwant aan de voor-Fins-Oegrische substraattaal van het Samisch.
De cultuur werd opgevolgd door de Kareliëcultuur en Ljalovocultuur.